# Larissa Tudor
Larissa Tudor (falecida em 18 de julho de 1926) era a esposa de Owen Tudor Frederick Morton, um oficial do 3º Batalhão da Cavalaria Real Britânica. Após sua morte, havia rumores de que ela era, na verdade a Grã-duquesa Tatiana Nikolaevna da Rússia, a segunda filha de Nicolau II da Rússia e da czarina Alexandra Feodorovna.
Após a I Guerra Mundial, ela conheceu Owen Tudor e se casou com ele. Após a sua morte com cerca de 28 anos de idade em Lydd, no condado de Kent, Inglaterra, devido à problemas pulmonares provocado por tuberculose e cárie espinhal, ela deixou para ele uma herança  excepcionalmente grande, equivalente a um ano de rendimento anual do salário local. Este fato, combinado com irregularidades as informações disponíveis sobre ela, como as diferentes idades dada em sua certidão de casamento, dados contraditórios no seu túmulo, e seu atestado de óbito, as diferenças nos nomes para ela, as histórias conflitantes sobre sua formação, o rendimento inexplicável de Tudor ao retornar ao 3º Batalhão da Cavalaria Real, e a promoção dele após a morte de Larissa, e de certos detalhes físicos, levou à especulação do autor Michael Occleshaw que ela era na realidade, a Grã-Duquesa que escapou do assassinato dos Romanovs após a Revolução Russa de 1917.
Os historiadores acreditam que a família imperial foi assassinada em 17 de julho de  1918, no entanto, sempre existiram rumores de sobrevivência de um ou mais membros da família Romanov que persistiu por quase 90 anos.

## Casamento
Larissa se casa com Frederick Morton Owen Tudor, um oficial do 3º Batalhão da Cavalaria Real, em 1923, no Cartório de St. George, em Hanover Square, Londres, Inglaterra. Sua certidão de casamento listava seu endereço como o Hotel York, Mayfair, e seu pai como Adolph Haouk. Sua idade em 1923 foi dada como 27 anos em sua certidão de casamento, apesar de sua certidão de óbito em 1926, deu-lhe a idade de 29 anos, e na sua lápide sua idade no momento da morte em 28 anos.

## Início da vida
Há pouca informação disponível sobre a sua nacionalidade ou início da vida. Segundo a esposa de um dos oficiais irmão de Owen Tudor, havia duas histórias sobre a origem de Larissa. Uma delas era que ela era filha de Adolph Haouk, um açougueiro de porco, a quem conheceu Tudor, quando ele foi para Constantinopla em 1921, Larissa era uma dançarina do ventre, em uma boate em Constantinopla. A segunda sobre a sua vida adiantada, era que ela era uma mulher de boa família de São Petersburgo. O coronel do regimento de Tudor teria enviado oficiais para ensinar um pouco de russo antes de seu casamento ou para tentar persuadir Tudor á não se casar com Larissa. Tudor, que estava apaixonado por Larissa, preferiu o casamento e foi forçado a deixar o seu regimento. Um dos primos de Tudor, disse que Larissa tinha escapado da Rússia e foi "ganhar a vida a única maneira que ela pudesse.

## Doença
Após o casamento, Tudor foi transferido para o 3º Batalhão do Corpo Real, que foi baseado em Lydd, Kent, Inglaterra. Larissa estava doente com tuberculose e cárie espinhal e era incapaz de sentar-se em linha reta. Ela passava os dias deitada em uma cadeira de banho alongada. O casal vivia recluso, mas muitas vezes podiam ser ouvidos rindo no jardim de sua casa. Embora a renda de Tudor tinham sido reduzida, quando ele deixou a Cavalaria Real, e ele não tinha fortuna pessoal, mas tinha dinheiro suficiente para pagar um enfermeiro para Larissa, e para manter cavalos no estabulado em uma fazenda nas proximidades.

## Morte
Quando Larissa morreu, ela deixou uma herança que correspondia a um ano de pagamento, valor alto para a maioria da população da Grã-Bretanha. Tudor ficou devastado pela morte da esposa, e seu enterro teve que ser realizado por outros homens, já que ele não tinha condição emocial para fazer nada. Larissa foi enterrada em um cemitério em Lydd, seu túmulo tinha a inscrição "Minha muito amada Larissa Feodorovna que faleceu em 18 julho de 1926 com idade de 28 anos, a esposa de Owen Tudor, oficial do 3º Batalhão da Cavalaria Real". Tudor levava flores para ela a cada ano na sepultura em 10 de junho até alguns anos antes de sua morte. Michael Occleshaw apontou em seu livro "A Conspiração Romanov: Os Romanov e a Casa de Windsor", que esse dia é a data de nascimento da Grã Duquesa Tatiana.

## Suspeitas da identidade de Larissa
Após sua morte, algumas mulheres em Lydd ficaram fascinadas com a história de Larissa, e contatado o autor Michael Occleshaw sobre ela. Occleshaw viu irregularidades na informação disponível sobre Larissa, tal como as idades diferentes, data a sua certidão de casamento, o seu túmulo, e seu atestado de óbito, as diferenças nos nomes para ela, as histórias conflitantes sobre sua formação e renda inexplicável de Tudor. Não houve registro de uma mulher chamada Larissa Haouk entrar na Inglaterra entre 1918 e 1923.
Occleshaw mostrou retratos da Grã-duquesa Tatiana Nikolaevna, junto com retratos de mulheres independentes do mesmo período, para as pessoas que tinham conhecido Larissa. Mais de 60 anos após a morte de Larissa, seus vizinhos identificaram semelahnça dos retratos da Grã-Duquesa com Larissa. Larissa foi descrita como "alta, extremamente fina e muito bonita, com cabelo castanho com um tom acaju e olhos azuis", A descrição física é semelhante às descrições da Grã-Duquesa Tatiana, escreveu Occleshaw.

## O suposto resgate de uma Grã-Duquesa
No seu livro de 1993 A Conspirações Romanov: Os Romanov e a Casa de Windsor, Michael Occleshaw especula que Tatiana foi levado para fora da Sibéria por agentes britânicos em meados de julho de 1918, e com a ajuda do Japão, transferida para as mãos do Príncipe Artur de Connaught, que viajava do Japão para o Canadá, a bordo do cruzador de batalha japonês Kirishima, em julho de 1918. Com o príncipe, a Grã-Duquesa supostamente resgatados viajou por todo o Canadá antes de viajar para a Grã-Bretanha, no navio Canadian Pacific Ocean Service Ltd., que chegou na Grã-Bretanha em agosto de 1918.
Occleshaw especulou que uma missão de resgate aéreo poderia ter sido considerada pelos britânicos a mando do rei Jorge V do Reino Unido. Em uma entrada no diário de coronel Richard Meinertzhagen, afirma que o resgate ocorreu em 1 de julho de 1918, uma data que poderia ter sido imprecisa. Meinertzhagen escreveu que o resgate não foi um completo sucesso, porque nem toda a família foi salva. "Uma criança foi literalmente jogada no avião em Ekaterinburg, muito machucada e levada para a Inglaterra, onde ela ainda esta." Os críticos dizem que o diário Meinertzhagen foi fantasia. A mulher de Meinertzhagen, Amorel, viajou do Canadá para a Grã-Bretanha a bordo do navio canadense em agosto de 1918, enquanto a guerra ainda estava ocorrendo.
Na cabine ao lado estava uma massagista de 22 anos chamada Lindsay Marguerite, para quem Occleshaw não conseguiu encontrar registros de nascimento ou domicílio. Occleshaw identifica Lindsay Marguerite como um nome possível para o desfarsse da Grã-Duquesa. No entanto, na Ellis Island tem duas listas separadas para a viagem a Nova York, com a passageira Marguerite Lindsay em 1915 e novamente em 1923. Lindsay Marguerite, que viajou em 1915, deu a idade de 18 anos e seu lugar de residência, como Montreal no Canadá , a Lindsay Marguerite, que viajou em 1923, deu a idade 27 anos e sua residência como New York. Os bolcheviques foram alegadamente alarmados com um avião voando sobre a Casa Ipatiev, em meados de Julho de 1918, Sir Charles Eliot, a British High Commander para a Sibéria, relatou mais tarde. Quando interrogado por investigadores do Exército Branco Russo em janeiro de 1919, a Exército Vermelho chamado George Nikolaevich Biron, o chefe militar das Comunicações do Terceiro Exército bolchevique em Perm, afirmou que Tatiana tinha "fugido ou desaparecer com um oficial do Exército Vermelho, um comandante da guarda" antes do assassinato do czar.
A fotografia que apareceu 4 de setembro de 1918 no Herald Harrogate retrata um grupo de aristocratas exilados, incluindo a Grã-duquesa Maria Georgievna, que vivia em Harrogate. Occleshaw especula que uma jovem mulher na foto, cujo rosto está meio escondido atrás de Lady Radcliffe, a esposa de Sir Joseph Radcliffe, poderia ser a Grã-duquesa que escapou. Na sua opinião, a fotografia tem uma "estranha semelhança com a Grã-Duquesa Tatiana." A mulher era a única pessoa no grupo que não foi identificada na legenda da foto do jornal. A  Grã-duquesa Maria Georgievna fundou quatro hospitais da região. Um sanatório para tratamento de tuberculose foi localizado perto de Harrogate na Knaresborough. A cárie espinhal frequentemente desenvolvida na sequência de uma lesão, tal como a causada por ser lançado de um cavalo ou jogado em um avião, como Meinertzhagen escreveu que a Grã-Duquesa tinha sido resgatada.
Occleshaw também especulou que a condições em que os Romanov foram tratados teria sido "ideal" para um membro da família imperial ter contraido à tuberculose. Um guarda na Casa Ipatiev, onde a família imperial foi mantida em cativeiro em Ekaterinburg, comentou mais tarde a aparência da doentia Grã-duquesa Tatiana e sua irmã mais velha Olga. Tatiana tinha crescido extremamente fina e "parecia que ela não estava muito longe do morgue", lembrou um guarda.
Uma vez que Larissa tinha mencionado a vizinhos que o seu momento mais feliz na Inglaterra havia sido gasto em Yorkshire, Occleshaw especulou que a Grã-Duquesa que escapou poderia ter gasto o tempo em um centro médico perto de Harrogate, sob o patrocínio da Grã-duquesa Maria Georgievna. O tio de Tudor, foi Sir Frederick Tudor, um almirante britânico que foi o comandante da Estação China em 1918. Frederick Tudor foi responsável por organizar a fuga de refugiados desde a Sibéria até o Japão e em seguida, para o Canadá. Occleshaw também especulou que Owen Tudor, poderia ter encontrado Larissa durante uma visita a seu tio. Occleshaw também observou que o patronímico sobre o túmulo de Larissa foi Feodorovna, que também foi o patronímico adotado pela mãe de Tatiana, da Czarina Alexandra, e que o sobrenome Haouk que significa ursos, estreita semelhança com o apelido da Condessa Julia von Hauke, uma antepassada da família Mountbatten e intimamente associada com os Hessian parentes de Tatiana.

## Os Romanov
Dois corpos que estavam desaparecidos desde a mortes dos Romanovs, foram encontrados na Sibéria e exumado em 1991. Esses organismos foram identificados como Alexei e uma das quatro duquesas, geralmente pensado pelos russos ser Maria e pelos norte-americanos a ser Anastasia. Os historiadores acreditam que todos os Romanov, incluindo Tatiana, foram assassinados em Ekaterinburgo.
Em julho de 2007 46 anos depois, o construtor Sergei Pogorelov e (parte de uma equipe de um grupo de história amadora que passava fins de semana de verão livre procurando os Romanov perdidos), disseram que depois de tropeçar em uma pequena área de terra queimada coberta com urtigas perto de Ekaterinburgo, ele descobriu ossos que pertenciam a "um rapaz e uma moça aproximadamente com idades correspondente a Alexei, e uma das filha cujos restos mortais ainda não foram encontrados.
Em 30 de abril de 2008, testes de DNA (ADN) foram realizados em dois corpos. Um laboratório dos Estados Unidos, comparou o DNA de organismos a uma amostra de DNA dado por Filipe, Duque de Edimburgo, cujos primos foram as crianças Romanov. O teste confirmaram que os corpos pertenciam a membros da família imperial: Alexei Nikolaevich e a Grã-Duquesa Maria, de acordo com agências de notícias russas. Portanto, todos os Romanov já foram contabilizados, refutando alegações de sobrevivência.